# Elias Stein (Schachspieler)

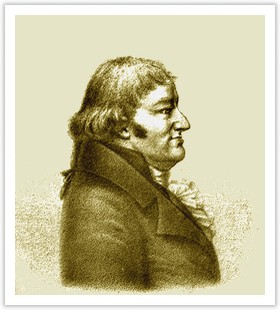
Elias Stein

Elias Stein (* 5. Februar 1748 in Forbach (Moselle); † 12. September 1812 in Den Haag) war ein niederländischer Schachspieler.
Stein war als Schachlehrer der Söhne von Wilhelm V. angestellt und führte so Schach in die niederländische High Society ein. In Spa spielten der Kurfürst von Köln und Gustav III. von Schweden gegen ihn.
Stein war Autor einer Reihe von Schachlehrbüchern und leistete einen Beitrag zur Theorie der Schacheröffnungen und Endspiele. Er betrachtete die Schachstrategie wie die Strategie im Militärwesen. In seinem Buch Nouvel essai sur le jeu des Echecs begegnete er dem Zug 1. d2–d4 mit f7–f5, was zur Geburtsstunde der Holländischen Verteidigung wurde.